# Corporația Internet pentru Nume și Numere Alocate

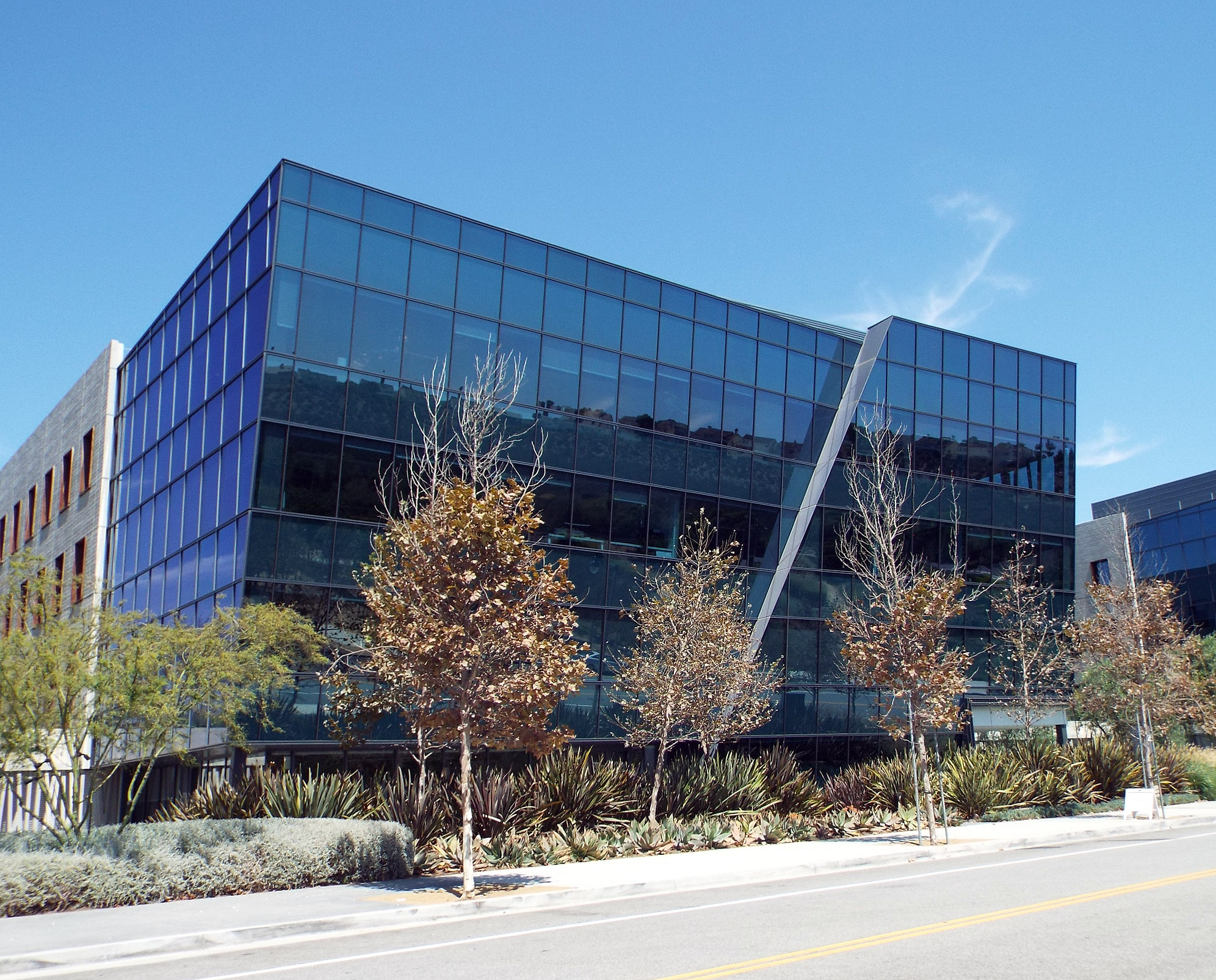
Sediul ICANN din Playa Vista, Los Angeles

Corporația Internet pentru Nume și Numere Alocate (abr. en. ICANN, pronunțat aproximativ aɪkæn) este o organizație cu sediul în cartierul Playa Vista din California, SUA. ICANN este o organizație californiană ne-orientată spre profit ("non-profit") care s-a constituit la 18 septembrie 1998, având drept scop supravegherea unui șir întreg de sarcini și activități legate de Internet, care până în acel moment erau îndeplinite de către alte organizații, și în special de către IANA, în numele Guvernului Federal al Statelor Unite. 
Sarcinile ICANN includ stabilirea regulilor de atribuire de nume de domenii Internet și de adrese IP. O mare parte din sarcinile actuale o constituie introducerea unor așa-numite Top-Level Domains sau TLD de tip generic, nou. Munca tehnică necesară pentru îndeplinirea acestui scop se numește funcțiunea IANA. Restul atribuțiilor ICANN îl reprezintă stabilirea de reguli (policies) pentru funcționarea Internetului.
La 29 septembrie 2006 ICANN a semnat un nou contract cu Departamentul de Comerț al SUA (Department of Commerce sau DoC), aceasta reprezentând un mare pas spre realizarea unui control deplin și centralizat asupra tuturor identificatorilor din Internet.